# ساعة السحر

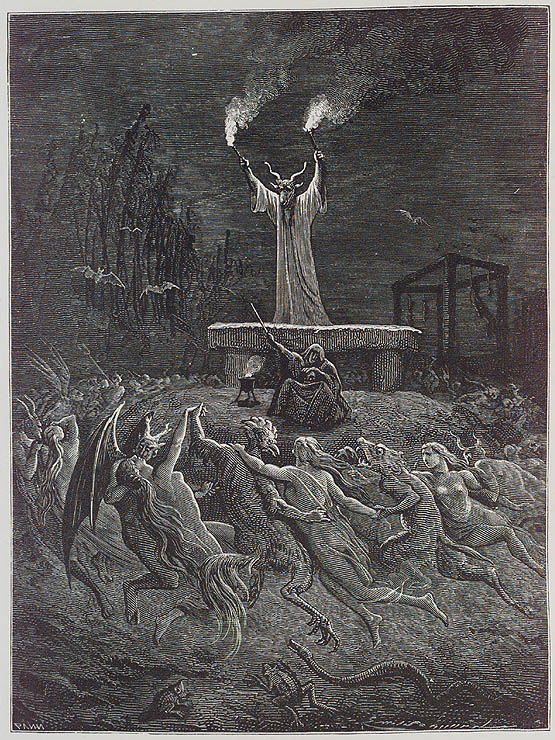

في المعنى الحرفي الحديث ل«منتصف الليل» يُشير مصطلح ساعة السحر إلى الوقت من الليل ما بين الساعة 03:00 إلى 04:00 صباحًا تقريبًا.
وعند المسلمين فان وقت السّحر يطلق على الوقت السابق لوقت طلوع الفجر، ومنه أُخذ السّحور؛ حيث يكون في وقت السّحر،  ويبدأ وقت السّحر في آخر اللّيل، وقيل إنّه يبدأ عند بدء الثلث الأخير من اللّيل،  ويستمرّ هذا الوقت إلى حين طلوع الفجر، وقال فيه الغزاليّ إنّه السدس الأخير من اللّيل.  والى هذا الوقت أشارت الآية القرآنيّة (وبالأسحار هم يستغفرون) [الذاريات:18].
وفي هذا الوقت، يعتقد الناس في الغرب أن مخلوقات مثل (السحرة والشياطين والأشباح) تظهر وتكون في أقصى قوتها، ويكون السحر الأسود أكثر فعالية. ومن الممكن أيضًا استخدام المصطلح للدلالة على أي فترة عشوائية من الوقت تتسم بسوء الحظ أو من المُتوقَّع أن يحدُث بها أمر سيئ بدرجة كبيرة (على سبيل المثال، طفل يبكي، أو تحطم كمبيوتر، أو تقلبات البرصة، أو جرائم، أو أحداث خارقة للطبيعة، وما إلى ذلك).